# Dilar juniperi
Dilar juniperi is een insect uit de familie van de Dilaridae, die tot de orde netvleugeligen (Neuroptera) behoort. 
Dilar juniperi is voor het eerst wetenschappelijk beschreven door Monserrat in 1988.